# Jogos Asiáticos de Praia de 2014
Os Jogos Asiáticos de Praia de 2014 foram a quarta edição do evento multiesportivo realizado na Ásia a cada dois anos. O evento foi realizado em Puket, na Tailândia.